# ستان رودجر
ستان رودجر (بالإنجليزية: Stan Rodger)‏ هو سياسي نيوزلندي، ولد في 1940. حزبياً، نشط في حزب العمال النيوزيلندي. وقد انتخب عضو مجلس النواب نيوزيلندا.